# Tony Coonen
Tony Coonen (Hasselt, 15 april 1966) is een Belgisch voormalig ziekenfondsbestuurder en politicus voor sp.a. Coonen was van 1998 tot 2021 secretaris van De Voorzorg Limburg. 

## Levensloop
Coonen is de ex-partner van Hilde Claes, voormalig burgemeester van Hasselt. 
In 1998 werd Coonen provinciaal secretaris van De Voorzorg Limburg.
Bij de federale verkiezingen van 2019 was Coonen lijstduwer voor de sp.a in de kieskring Limburg. Coonen werd beschouwd als een zwaargewicht achter de schermen binnen de partij in Limburg. Samen met burgemeester van Houthalen-Helchteren Alain Yzermans en Limburgs ABVV-voorzitter Pierre Vrancken werd hij als de top van de Limburgse sp.a gezien, die de partij moest vernieuwen. Naast een aantal bestuursmandaten in aan De Voorzorg gelieerde organisaties, zetelde Coonen als voorzitter van de Limburgse intergemeentelijke investeringsholding in hernieuwbare energie Nuhma. Met zijn vof Pantha Rei (letterlijk: "alles stroomt") heeft hij aandelen en bestuursfuncties in onder meer het windenergie-bedrijf en Nuhma-dochter Aspiravi en Limburg Win(d)t.

## Corruptiezaken
Op 1 maart 2021 werd Coonen samen met andere bestuursleden van De Voorzorg gerechtelijk aangehouden op verdenking van corruptie en witwaspraktijken. Er zouden gebouwen van De Voorzorg, waaronder het historische hotel Petit Rouge in Blankenberge, verkocht zijn aan projectontwikkelaar Immo Top Invest, waarna er geld zou zijn teruggevloeid naar de verdachten. Naar aanleiding hiervan hekelden vooral jonge leden van de Limburgse sp.a "keizer" Coonen die vanuit "zijn" bastion De Voorzorg zijn aanzienlijke macht misbruikte door (ex-)medewerkers van de socialistische mutualiteit en nevenorganisaties op verkiesbare plaatsen van de sp.a-verkiezingslijsten te zetten en zo de Limburgse en Hasseltse politiek naar zijn hand kon zetten. De Voorzorg en het Nationaal Verbond van Socialistische Mutualiteiten stelden zich burgerlijke partij in het gerechtelijke onderzoek. Het corruptieproces rond De Voorzorg start in juni 2025.
In een andere corruptiezaak werd Coonen beschuldigd van fictieve tewerkstelling van zijn vrouw en dochter (in zijn vennootschap Panta Rhei) opdat ze onterecht sociale rechten konden opbouwen. Een Hasseltse rechter sprak Coonen in deze zaak vrij in november 2024 vanwege onvoldoende bewijs.